# Vama (Satu Mare)
Pour les articles homonymes, voir Vama.
Vama (Vámfalu en hongrois) est une commune roumaine du județ de Satu Mare, dans la région historique de Transylvanie et dans la région de développement du Nord-ouest.

## Géographie
La commune de Vama est située dans l'est du județ, à la limite avec le județ de Maramureș, au conflent de la Tarna Mare et de la Tarna Mica, au nord-ouest des Monts Igniș (point culminant dans la commune, le Mont Mintele Mic altitude : 1 012 m).
La commune se trouve à 4 km au sud-ouest de Negrești-Oaș dont elle est quasiment un faubourg et à 44 km à l'est de Satu Mare, le chef-lieu du județ. Vama fait partie de la micro-région du pays Oaș constituée en 2006 autour de la ville de Negrești-Oaș.
Le climat de Vama est de type continental tempéré, avec des températures en été de +15 °C, +20 °C et en hiver de −8 °C, +3 °C. Les vents dominants viennent du sud-ouest et les précipitations sont de 400 mm à 1 000 mm suivant les années.
La municipalité est composée du seul village de Vama (population en 2002) :
- Vama (3 670), siège de la commune.

## Histoire
La première mention écrite du village de Vama date de 1270.
La commune, qui appartenait au royaume de Hongrie, faisait partie de la principauté de Transylvanie et elle en a donc suivi l'histoire. Le village a été successivement un fief des familles Móric, Lónyai, Vay et Szentiványi, appartenant toutes à la noblesse hongroise.
En 1826, un incendie détruisit une grande partie du village.
Après le compromis de 1867 entre Autrichiens et Hongrois de l'empire d'Autriche, la principauté de Transylvanie disparaît et, en 1876, le royaume de Hongrie est partagé en comitats. Vama intègre le comitat de Szatmár (Szatmár vármegye).
À la fin de la Première Guerre mondiale, l'Empire austro-hongrois disparaît et la commune rejoint la Grande Roumanie au traité de Trianon.
En 1940, à la suite du deuxième arbitrage de Vienne, elle est annexée par la Hongrie jusqu'en 1944, période durant laquelle son importante communauté juive fut exterminée par les nazis. Elle réintègre la Roumanie après la Seconde Guerre mondiale au traité de Paris en 1947.

## Politique
| Période                                  | Période  | Identité       | Étiquette | Qualité |
| ---------------------------------------- | -------- | -------------- | --------- | ------- |
| Les données manquantes sont à compléter. |          |                |           |         |
| 2008                                     | En cours | Vasile Corodan | PNL       |         |

| Parti | Parti                                      | Sièges |
| ----- | ------------------------------------------ | ------ |
|       | Alliance des libéraux et démocrates (ALDE) | 2      |
|       | Parti national libéral (PNL)               | 3      |
|       | Parti vert (PV)                            | 3      |
|       | Parti du pouvoir humaniste (PPU)           | 1      |
|       | Union démocrate magyare de Roumanie (UDMR) | 5      |

## Religions
En 2002, la composition religieuse de la commune était la suivante :
- Chrétiens orthodoxes, 56,92 % ;
- Réformés, 24,57 % ;
- Pentecôtistes, 7,02 % ;
- Grecs-Catholiques, 2,58 %.

## Démographie
En 1910, à l'époque austro-hongroise, la commune comptait 1 147 Roumains (52,37 %), et 1 038 Hongrois (47,40 %).
En 1930, on dénombrait 1 418 Roumains (56,97 %), 839 Hongrois (33,71 %) et 213 Juifs (8,56 %).
En 1956, après la Seconde Guerre mondiale, 1 926 Roumains (66,57 %) côtoyaient 928 Hongrois (32,99 %) et seulement 35 Juifs (1,21 %).
En 2002, la commune comptait 2 592 Roumains (70,62 %), 994 Hongrois (27,08 %) et 74 Tsiganes (2,01 %). On comptait à cette date 1 247 ménages.
| 1880  | 1890  | 1900  | 1910  | 1920  | 1930  | 1941  | 1956  | 1966  |
| ----- | ----- | ----- | ----- | ----- | ----- | ----- | ----- | ----- |
| 1 555 | 1 712 | 1 894 | 2 190 | 2 129 | 2 489 | 2 644 | 2 893 | 3 043 |

| 1977  | 1992  | 2002  | 2007  | - | - | - | - | - |
| ----- | ----- | ----- | ----- | - | - | - | - | - |
| 3 404 | 3 866 | 3 670 | 3 807 | - | - | - | - | - |

## Économie
L'économie de la commune repose sur l'agriculture (nombreux vergers), l'élevage, la sylviculture et l'artisanat (céramique, bois). Vama possède un important potentiel touristique avec les Monts Igniș, propices aux randonnées et les sources d'eau chaude de Băile Puturoasa situées à 9 km où des projets de développement sont en cours.
La commune dispose de :
- 1 148 ha de terres arables ;
- 985 [ha de pâturages ;
- 856 ha de prairies ;
- 29 ha de vignes ;
- 129 ha de vergers.

Les forêts, quant à elles, couvrent une superficie de 1 396 ha.

## Communications

### Routes
Vama est située sur la route nationale DN19 Satu Mare-Negrești-Oaș-Sighetu Marmației.

### Voies ferrées
Vama est desservie par la ligne de chemin de fer Satu Mare-Negrești-Oaș-Bixad.

## Lieux et monuments
- Église orthodoxe des Saints Archanges Michel et Gabriel datant de 1840, inscrite à l'inventaire des Monuments historiques roumains[9].